# Fundación (Colombie)
Fundación est une municipalité située dans le département de Magdalena en Colombie.